# Josef Matejcek
Josef Matejcek (* 19. März 1904 in Wien; † 4. Oktober 1965 ebenda) war ein österreichischer Politiker (SPÖ) und Obmann der Versicherungsanstalt der Eisenbahner. Er war von 1959 bis 1965 Abgeordneter zum Nationalrat.
Matejcek besuchte nach der Volksschule eine Bürgerschule in Wien und erlernte den Beruf des Maschinenschlossers. Er engagierte sich in der Gewerkschaft, war Oberbauarbeiter der Österreichischen Bundesbahnen, Revident der ÖBB sowie Zentralsekretär der Gewerkschaft der Eisenbahner. Des Weiteren engagierte er sich als Erster Obmann der Versicherungsanstalt der Eisenbahner und vertrat die SPÖ vom 9. Juni 1959 bis zum 4. Oktober 1965 im Nationalrat. Matejcek wurde 1936 aus politischen Gründen inhaftiert und unter Hochverratsanklage gestellt. 